# Ламар (Південна Кароліна)
Ламар (англ. Lamar) — місто (англ. town) в США, в окрузі Дарлінгтон штату Південна Кароліна. Населення — 862 особи (2020).

## Географія
Ламар розташований за координатами 34°10′9″ пн. ш. 80°3′54″ зх. д. / 34.16917° пн. ш. 80.06500° зх. д. (34.169084, -80.064972).  За даними Бюро перепису населення США в 2010 році місто мало площу 3,03 км², уся площа — суходіл.

## Демографія
Згідно з переписом 2010 року, у місті мешкало 989 осіб у 394 домогосподарствах у складі 277 родин. Густота населення становила 326 осіб/км².  Було 452 помешкання (149/км²).
Расовий склад населення:
| - 49,4 % — чорних або афроамериканців - 48,3 % — білих - 0,6 % — корінних американців - 0,4 % — азіатів |

До двох чи більше рас належало 0,7 %. Частка іспаномовних становила 0,7 % від усіх жителів.
За віковим діапазоном населення розподілялося таким чином: 23,4 % — особи молодші 18 років, 58,9 % — особи у віці 18—64 років, 17,7 % — особи у віці 65 років та старші. Медіана віку мешканця становила 43,1 року. На 100 осіб жіночої статі у місті припадало 89,5 чоловіків;  на 100 жінок у віці від 18 років та старших — 85,3 чоловіків також старших 18 років.
Середній дохід на одне домашнє господарство  становив 40 662 долари США (медіана — 31 000), а середній дохід на одну сім'ю — 51 520 доларів (медіана — 50 250). Медіана доходів становила 32 750 доларів для чоловіків та 33 036 доларів для жінок. За межею бідності перебувало 18,0 % осіб, у тому числі 6,5 % дітей у віці до 18 років та 19,2 % осіб у віці 65 років та старших.
Цивільне працевлаштоване населення становило 360 осіб. Основні галузі зайнятості: освіта, охорона здоров'я та соціальна допомога — 29,4 %, роздрібна торгівля — 16,7 %, виробництво — 9,7 %, мистецтво, розваги та відпочинок — 9,4 %.